# Communauté urbaine Grand Paris Seine et Oise
« GPS&O » redirige ici. Ne pas confondre avec GPSO.
Ne doit pas être confondu avec la communauté d'agglomération Grand Paris Seine Ouest (GPSO) des Hauts-de-Seine, devenue le 1er janvier 2016 l'Établissement public territorial Grand Paris Seine Ouest
La communauté urbaine Grand Paris Seine et Oise (GPS&O) est une structure intercommunale française du département des Yvelines.
Elle a été créée le 1er janvier 2016 par la fusion de plusieurs intercommunalités et s’étend de Rolleboise à Conflans-Sainte-Honorine en réunissant 73 communes structurées en pôles urbains, villes intermédiaires et de communes rurales. Elle administre donc un très vaste territoire à la fois urbain et rural situé de part et d’autre de la Seine.
Seule intercommunalité de la grande couronne à compter plus de 400 000 habitants, GPS&O est la communauté urbaine la plus peuplée de France et se trouve être la seule à ne pas avoir de ville-centre,.
Afin de bien distinguer la communauté urbaine Grand Paris Seine et Oise de l'établissement public territorial Grand Paris Seine Ouest par leur acronyme : GPSO, il a été ajouté l'esperluette à l'acronyme de la CU Grand Paris Seine et Oise : GPS&O.

## Historique

### Loi MAPTAM et le SRCI
La loi de modernisation de l'action publique territoriale et d'affirmation des métropoles (loi MAPTAM) impose la création de territoires d'au moins 200 000 habitants. D'après une déclaration de Philippe Tautou rapportée dans Le Parisien, la communauté d'agglomération des Deux Rives de Seine aurait pu franchir ce seuil en s'unissant aux agglomérations de PAC et Seine & Vexin. Mais cette nouvelle intercommunalité concentrant les plus grosses entreprises (usines Stellantis de Poissy & Carrières-sous-Poissy, Airbus Les Mureaux et usine Renault de Flins), cela risquait de créer un déséquilibre avec le reste de la zone, notamment avec le Mantois. C’est la raison qu’il donne pour expliquer — sans rentrer toutefois dans les détails sur les modalités de la prise de décision — le choix de composer une intercommunalité centrée sur la Seine et regroupant les six intercommunalités ci-contre.

### Création d'un pôle métropolitain
| Pôle métropolitain          | Pôle métropolitain |
| --------------------------- | ------------------ |
| Nombre de membres du bureau |                    |
| Communautés d'agglomération |                    |
| Camy                        | 6                  |
| Deux Rives de Seine         | 5                  |
| Poissy-Achères-Conflans     | 5                  |
| Seine et Vexin              | 4                  |
| Communautés de communes     |                    |
| Coteaux du Vexin            | 2                  |
| Seine Mauldre               | 2                  |

Créé par arrêté préfectoral en février 2015, le « pôle métropolitain Grand Paris Seine aval » était un prélude à la création de l'intercommunalité. Cette structure administrative qu’est le pôle métropolitain a été créée en 2010.
En février 2015, le préfet a signé l’arrêté de création d’un pôle métropolitain, après l’avis favorable du conseil régional d'Île-de-France et du conseil départemental des Yvelines. En mars, les six intercommunalités ont voté pour leurs représentants au sein de cette instance.
Lors de la séance d'installation du comité syndical du pôle métropolitain Grand Paris Seine Aval le 14 avril 2015, Philippe Tautou, alors président de la communauté d'agglomération des Deux Rives de Seine, a été élu président, tandis que Paul Martinez, président de la communauté d'agglomération de Mantes-en-Yvelines est élu vice-président.
Le pôle métropolitain est composé de 24 élus communautaires issus des six intercommunalités de Seine Aval, avec à sa tête un président et un vice-président. Le pôle métropolitain est administré par un comité syndical, le conseil métropolitain, composé de délégués titulaires et suppléants élus dans les intercommunalités membres du pôle métropolitain. Le pôle a été créé pour définir les compétences, le fonctionnement et la gouvernance de cet ensemble.

### Création de la communauté urbaine
Par deux arrêtés préfectoraux du 28 décembre 2015, le préfet des Yvelines a créé le 1er janvier 2016 une communauté urbaine résultant de la fusion de : 
- la communauté d'agglomération de Mantes-en-Yvelines (CAMY), composée des communes d'Arnouville-lès-Mantes, Auffreville-Brasseuil, Boinville-en-Mantois, Breuil-Bois-Robert, Buchelay, Drocourt, Épône, La Falaise, Favrieux, Flacourt, Follainville-Dennemont, Fontenay-Mauvoisin, Fontenay-Saint-Père, Gargenville, Goussonville, Guernes, Guerville, Hargeville, Jouy-Mauvoisin, Jumeauville, Magnanvilie, Mantes-la-Jolie, Mantes-la-Ville, Méricourt, Mézières-sur-Seine, Mousseaux-sur-Seine, Perdreauville, Porcheville, Rolleboise, Rosny-sur-Seine, Sailly, Saint-Martin-la-Garenne, Soindres, Le Tertre-Saint-Denis et Vert ;
- la communauté d'agglomération des Deux Rives de Seine, composée des communes des Alluets-le-Roi, Andrésy, Chapet, Carrières-sous-Poissy, Chanteloup-les-Vignes, Médan, Morainvilliers, Orgeval, Triel-sur-Seine, Verneuil-sur-Seine, Vernouillet et Villennes-sur-Seine ;
- la communauté d'agglomération Poissy-Achères-Conflans, composée des communes d'Achères, Conflans-Sainte-Honorine et Poissy ;
- la communauté d'agglomération Seine et Vexin, composée des communes de Bouafle, Brueil-en-Vexin, Ecquevilly, Évecquemont, Flins-sur-Seine, Gaillon-sur-Montcient, Hardricourt, Jambville, Juziers, Lainville-en-Vexin, Meulan-en-Yvelines, Mézy-sur-Seine, Montalet-le-Bois, Les Mureaux, Oinville-sur-Montcient, Tessancourt-sur-Aubette et Vaux-sur-Seine
- la communauté de communes des Coteaux du Vexin, composée des communes de Guitrancourt, Issou et Limay ;
- la communauté de communes de Seine-Mauldre, composée des communes d'Aubergenville, Aulnay-sur-Mauldre et Nézel[10],[11].

Des dissensions internes entre sept communes — qui estimaient qu'elles contribuaient trop au budget de l'intercommunalité — et le conseil communautaire ont abouti à l’annulation en mai 2019 par le Tribunal administratif de Versailles du protocole financier général de GPS&O qui organisait les relations financières entre les communes, la communauté urbaine et permettait de définir la fiscalité locale des parties, obligeant à une renégociation globale de ces accords, fragilisant l'ensemble des flux financiers entre communes et communauté urbaine. Un protocole transactionnel a été signé en mars 2021 avec les sept communes protestataires pour mettre fin à ce contentieux et est soumis à l'homologation du tribunal.
En 2021, le rapport de la chambre régionale des comptes d'Île-de-France souligne que les comptes de la communauté urbaine pour la période passée ne sont pas sincères et prévoient d'importantes recettes qui n'ont pas été réalisées. Néanmoins, certaines communes rurales contestent le caractère trop étendu du territoire communautaire, qui ne favorise pas une bonne réactivité des services de l'intercommunalité notamment au bénéfice des petites communes rurales.

## Le territoire communautaire

La GPS&O, traversée par la Seine, et son siège situé à Aubergenville, au centre du territoire de la communauté.

Siège de la communauté urbaine GPS&O (Aubergenville).

### Géographie

#### Données générales
La communauté urbaine GPS&O se situe à l’ouest de l'agglomération parisienne, autour de la vallée de la Seine. Elle s’étend sur près de 500 km2 et compte un peu plus de 400 000 habitants répartis dans 73 communes (10 communes de moins de 500 habitants ; 28 communes de plus de 2 500 habitants ; 29 communes sur la rive droite de la Seine et 44 sur la rive gauche). Élément structurant de la GPS&O, la Seine et 18 de ses îles traverse l’intercommunalité sur environ 55 km.

### Habitat
Le nombre de logements a crû de 12,2 % entre 2008 et 2018. Ces nouveaux logements ont fait évoluer la structure globale du parc, où les maisons, qui représentaient plus de la moitié des logements sont désormais en nombre inférieur à celui des appartements.
Celui des logements vacants est en forte croissance sur la période, passant de 4,9 % à 6,3 %.
| Logements                                        | Nombre en 2008 | % en 2008 | nombre en 2013 | % en 2013 | nombre en 2018 | % en 2018 |
| ------------------------------------------------ | -------------- | --------- | -------------- | --------- | -------------- | --------- |
| Total                                            | 157 965        | 100 %     | 166 537        | 100 %     | 177 286        | 100 %     |
| Résidences principales                           | 147 605        | 93,4 %    | 154 310        | 92,7 %    | 177 286        | 91,8 %    |
| → Dont HLM                                       | 37 876         | 25,7 %    | 39 252         | 25,4 %    | 41 932         | 25,8 %    |
| Résidences secondaires et logements occasionnels | 2 575          | 1,6 %     | 3 007          | 1,8 %     | 3 300          | 1,9 %,8   |
| Logements vacants                                | 7 786          | 4,9 %     | 9 220          | 5,5 %     | 11 240         | 6,3 %     |
| Dont :                                           |                |           |                |           |                |           |
| → maisons                                        | 79 139         | 50,1%     | 80 929         | 48,6 %    | 83 348         | 47,0 %    |
| → appartements                                   | 76 901         | 48,7 %    | 83 447         | 50,1 %    | 91 335         | 51,5 %    |

#### Transports et déplacements
Transilien

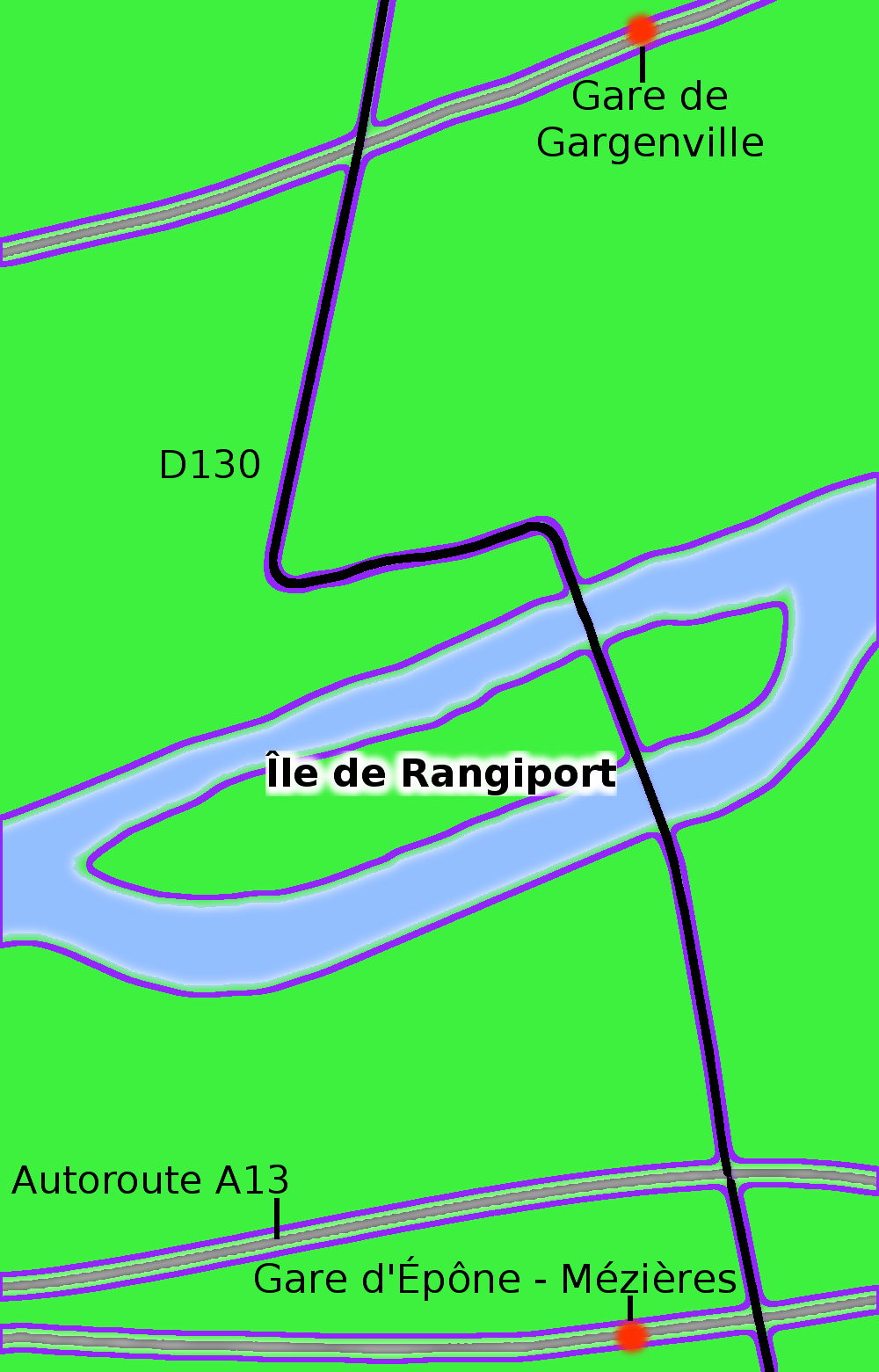
Proche d'une des sorties de l'autoroute A13 et traversée par la D130 via un pont routier avec lequel elle partage son nom, l'île de Rangiport occupe une place centrale au sein de la GPS&O. Elle se situe à égale distance (environ 1 km) de deux gares desservant, sur chacune des rives de la Seine, différents embranchements de la ligne J du Transilien.

Le territoire de GPS&O est reliée à Paris par le biais de liaisons ferroviaires Transilien entre la gare de Paris-Saint-Lazare et la ville de Mantes-la-Jolie. L'une de ces dessertes s'effectue par Conflans-Sainte-Honorine, alors que la seconde s'effectue par le biais de Poissy.
- La commune d'Andrésy est desservie par 2 gares : celle Andrésy et celle de Maurecourt (ligne J via Conflans-Sainte-Honorine)
- Gare d'Aubergenville-Élisabethville (ligne J via Poissy)
- Gare de Chanteloup-les-Vignes (ligne J via Conflans-Sainte-Honorine)
- Gare d'Épône - Mezières (ligne J via Poissy)
- Gare de Mantes-Station (ligne J via Poissy)
- Gare de Meulan - Hardricourt (ligne J via Conflans-Sainte-Honorine)
- Gare des Mureaux (ligne J via Poissy)
- Gare de Triel-sur-Seine (ligne J via Conflans-Sainte-Honorine)
- La commune de Verneuil-sur-Seine est desservie par 2 gares : celle de Vernouillet - Verneuil et celle des Clairières de Verneuil (ligne J via Poissy)
- Gare de Villennes-sur-Seine (ligne J via Poissy).

RER
Le territoire est également desservi par le RER A en gare de Poissy, gare de Conflans-Fin-d'Oise et gare d'Achères-Ville. La gare de Poissy est à 20 minutes en RER A de La Défense (le premier quartier d'affaires européen par l'étendue de son parc de bureaux). La gare de Conflans-Fin-d'Oise est à 25 minutes en RER A de La Défense. Un prolongement du RER E via Poissy est par ailleurs prévu à l'horizon de 2026.
Tramway
Le projet de prolongement de 10 km et demi du tram 13 d'Île-de-France, inauguré en juillet 2022, est prévu entre Saint-Germain-en-Laye et Achères à l'horizon 2027. Cette portion comprendra quatre stations : Poissy Gambetta, Poissy RER (cette station se trouve à proximité des sites de Stellantis), Poissy ZAC et Achères-Ville RER.
Bus
Plusieurs réseaux maillent le territoire tels que ceux de Poissy - Les Mureaux, du Mantois, de Cergy-Pontoise Confluence et de celui des lignes Express Île-de-France Ouest. En parallèle de leur dessertes urbaines, les réseaux permettent de relier les villes de la communauté urbaine aux différents pôles régionales (Cergy-Pontoise, La Défense, Saint-Quentin-en-Yvelines, Versailles…).
La nuit, plusieurs lignes de bus du réseau Noctilien desservent les communes depuis la gare de Paris-Saint-Lazare.
Voiture
Trois autoroutes desservent la GPS&O : deux autoroutes gratuites (A13 et A15) et une autoroute payante qui permet de rejoindre La Défense (A14). Il s'agit d'axes autoroutiers très importants notamment dans les trajets travail-domicile de l'ensemble du département des Yvelines. L'autoroute A13 est très fréquentée en matinée.
Téléphérique
Dans le cadre de la consultation sur le Grand Paris réalisée en 2008, l'architecte et urbaniste Antoine Grumbach avait évoqué la possibilité de connecter les deux rives de la Seine par le biais de téléphériques urbains, dont cinq franchiraient le fleuve sur le territoire de GPS&O :
- entre Mantes-la-Jolie et Limay,
- entre Épône et Gargenville,
- entre Les Mureaux et Meulan-en-Yvelines,
- entre Orgeval, Poissy et Chanteloup-les-Vignes,
- et entre Conflans-Sainte-Honorine et Achères.

À la suite d'une réunion d'information ayant réuni en 2017 les élus de la GPS&O et certains des maires concernés, il semble que ce soit à Poissy et aux Mureaux que ces « tramways du ciel » (tel qu'ils sont nommés dans l'étude) puissent voir le jour en premier.

### Composition
En 2021, la communauté urbaine est composée des 73 communes suivantes :

| Nom                      | Code Insee | Gentilé                      | Superficie (km2) | Population (dernière pop. légale) | Densité (hab./km2) |
| ------------------------ | ---------- | ---------------------------- | ---------------- | --------------------------------- | ------------------ |
| Aubergenville (siège)    | 78029      | Aubergenvillois              | 8,83             | 12 540 (2022)                     | 1 420              |
| Achères                  | 78005      | Achérois                     | 9,44             | 21 663 (2022)                     | 2 295              |
| Les Alluets-le-Roi       | 78010      | Habitants des Alluets-le-Roi | 7,39             | 1 332 (2022)                      | 180                |
| Andrésy                  | 78015      | Andrésiens                   | 6,91             | 13 663 (2022)                     | 1 977              |
| Arnouville-lès-Mantes    | 78020      | Arnouvillois                 | 9,98             | 940 (2022)                        | 94                 |
| Auffreville-Brasseuil    | 78031      | Auffrevillois                | 2,37             | 669 (2022)                        | 282                |
| Aulnay-sur-Mauldre       | 78033      | Aulnaysiens                  | 2,23             | 1 159 (2022)                      | 520                |
| Boinville-en-Mantois     | 78070      | Boinvillois                  | 4,93             | 287 (2022)                        | 58                 |
| Bouafle                  | 78090      | Bouaflais                    | 6,92             | 2 222 (2022)                      | 321                |
| Breuil-Bois-Robert       | 78104      | Breuillois                   | 3,75             | 764 (2022)                        | 204                |
| Brueil-en-Vexin          | 78113      | Brueillois                   | 7,34             | 667 (2022)                        | 91                 |
| Buchelay                 | 78118      | Buchelois                    | 4,94             | 3 364 (2022)                      | 681                |
| Carrières-sous-Poissy    | 78123      | Carriérois                   | 7,19             | 19 951 (2022)                     | 2 775              |
| Chanteloup-les-Vignes    | 78138      | Chantelouvais                | 3,33             | 10 793 (2022)                     | 3 241              |
| Chapet                   | 78140      | Chapetois                    | 5,1              | 1 337 (2022)                      | 262                |
| Conflans-Sainte-Honorine | 78172      | Conflanais                   | 9,9              | 36 306 (2022)                     | 3 667              |
| Drocourt                 | 78202      | Drocourtois                  | 3,84             | 556 (2022)                        | 145                |
| Ecquevilly               | 78206      | Ecquevillois                 | 11,27            | 4 090 (2022)                      | 363                |
| Épône                    | 78217      | Épônois                      | 12,77            | 6 778 (2022)                      | 531                |
| Évecquemont              | 78227      | Épiscemontois                | 2,5              | 759 (2022)                        | 304                |
| La Falaise               | 78230      | Falaisiens                   | 3                | 616 (2022)                        | 205                |
| Favrieux                 | 78231      | Favrillais                   | 3,18             | 159 (2022)                        | 50                 |
| Flacourt                 | 78234      | Flacourtois                  | 4,31             | 185 (2022)                        | 43                 |
| Flins-sur-Seine          | 78238      | Flinois                      | 8,61             | 2 436 (2022)                      | 283                |
| Follainville-Dennemont   | 78239      | Follainvillois               | 9,69             | 2 178 (2022)                      | 225                |
| Fontenay-Mauvoisin       | 78245      | Fontenaysiens                | 3,31             | 449 (2022)                        | 136                |
| Fontenay-Saint-Père      | 78246      | Fontenaysiens                | 13,06            | 955 (2022)                        | 73                 |
| Gaillon-sur-Montcient    | 78261      | Gaillonnais                  | 4,83             | 691 (2022)                        | 143                |
| Gargenville              | 78267      | Gargenvillois                | 8,67             | 7 848 (2022)                      | 905                |
| Goussonville             | 78281      | Goussonvillois               | 4,66             | 643 (2022)                        | 138                |
| Guernes                  | 78290      | Guernois                     | 8,54             | 1 085 (2022)                      | 127                |
| Guerville                | 78291      | Guervillois                  | 9,98             | 2 088 (2022)                      | 209                |
| Guitrancourt             | 78296      | Guitrancourtois              | 7,32             | 642 (2022)                        | 88                 |
| Hardricourt              | 78299      | Hardricourtois               | 3,28             | 2 498 (2022)                      | 762                |
| Hargeville               | 78300      | Hargevillois                 | 7,08             | 424 (2022)                        | 60                 |
| Issou                    | 78314      | Issoussois                   | 4,8              | 3 858 (2022)                      | 804                |
| Jambville                | 78317      | Jambvillois                  | 4,81             | 777 (2022)                        | 162                |
| Jouy-Mauvoisin           | 78324      | Joyaciens                    | 2,82             | 564 (2022)                        | 200                |
| Jumeauville              | 78325      | Jumeauvillois                | 7,77             | 624 (2022)                        | 80                 |
| Juziers                  | 78327      | Juziérois                    | 9,88             | 4 040 (2022)                      | 409                |
| Lainville-en-Vexin       | 78329      | Lainvillois                  | 7,67             | 807 (2022)                        | 105                |
| Limay                    | 78335      | Limayens                     | 11,48            | 17 584 (2022)                     | 1 532              |
| Magnanville              | 78354      | Magnanvillois                | 4,26             | 6 389 (2022)                      | 1 500              |
| Mantes-la-Jolie          | 78361      | Mantais                      | 9,38             | 44 246 (2022)                     | 4 717              |
| Mantes-la-Ville          | 78362      | Mantevillois                 | 6,06             | 21 874 (2022)                     | 3 610              |
| Médan                    | 78384      | Médanais                     | 2,85             | 1 305 (2022)                      | 458                |
| Méricourt                | 78391      | Méricourtois                 | 2,15             | 378 (2022)                        | 176                |
| Meulan-en-Yvelines       | 78401      | Meulanais                    | 3,46             | 8 996 (2022)                      | 2 600              |
| Mézières-sur-Seine       | 78402      | Mézièrois                    | 10,42            | 3 874 (2022)                      | 372                |
| Mézy-sur-Seine           | 78403      | Méziacois                    | 4,76             | 2 261 (2022)                      | 475                |
| Montalet-le-Bois         | 78416      | Montalboisiens               | 3,01             | 321 (2022)                        | 107                |
| Morainvilliers           | 78431      | Morainvillois                | 7,24             | 3 102 (2022)                      | 428                |
| Mousseaux-sur-Seine      | 78437      | Moussois                     | 7,2              | 680 (2022)                        | 94                 |
| Les Mureaux              | 78440      | Muriautins                   | 11,99            | 34 151 (2022)                     | 2 848              |
| Nézel                    | 78451      | Nézellois                    | 1,31             | 1 111 (2022)                      | 848                |
| Oinville-sur-Montcient   | 78460      | Oinvillois                   | 3,87             | 1 113 (2022)                      | 288                |
| Orgeval                  | 78466      | Orgevalais                   | 15,33            | 7 092 (2022)                      | 463                |
| Perdreauville            | 78484      | Perdreauvillois              | 11,18            | 669 (2022)                        | 60                 |
| Poissy                   | 78498      | Pisciacais                   | 13,28            | 40 792 (2022)                     | 3 072              |
| Porcheville              | 78501      | Porchevillois                | 4,62             | 3 167 (2022)                      | 685                |
| Rolleboise               | 78528      | Rolleboisiens                | 2,96             | 351 (2022)                        | 119                |
| Rosny-sur-Seine          | 78531      | Rosnéens                     | 19,36            | 7 041 (2022)                      | 364                |
| Sailly                   | 78536      | Saulois                      | 5,45             | 335 (2022)                        | 61                 |
| Saint-Martin-la-Garenne  | 78567      | Saint-Martinois              | 15,75            | 947 (2022)                        | 60                 |
| Soindres                 | 78597      | Soindrais                    | 5,19             | 731 (2022)                        | 141                |
| Le Tertre-Saint-Denis    | 78608      | Tertrois                     | 2,91             | 129 (2022)                        | 44                 |
| Tessancourt-sur-Aubette  | 78609      | Taxicurtiens                 | 4,36             | 971 (2022)                        | 223                |
| Triel-sur-Seine          | 78624      | Triellois                    | 13,58            | 12 386 (2022)                     | 912                |
| Vaux-sur-Seine           | 78638      | Vauxois                      | 8,45             | 5 143 (2022)                      | 609                |
| Verneuil-sur-Seine       | 78642      | Vernoliens                   | 9,43             | 16 112 (2022)                     | 1 709              |
| Vernouillet              | 78643      | Vernolitains                 | 6,48             | 9 953 (2022)                      | 1 536              |
| Vert                     | 78647      | Vertois                      | 3,67             | 852 (2022)                        | 232                |
| Villennes-sur-Seine      | 78672      | Villennois                   | 5,08             | 5 792 (2022)                      | 1 140              |

### Démographie
| 1968    | 1975    | 1982    | 1990    | 1999    | 2006    | 2011    | 2016    | 2022    |
| ------- | ------- | ------- | ------- | ------- | ------- | ------- | ------- | ------- |
| 234 847 | 310 745 | 333 553 | 366 365 | 383 452 | 390 424 | 399 855 | 410 596 | 433 255 |

## Organisation

### Siège
Le siège de la communauté urbaine est à Aubergenville, Immeuble Autoneum, rue des Chevries.

### Élus
La communauté urbaine est administrée par son conseil communautaire composé pour la mandature 2020-2026 de 141 représentants, répartis sensiblement à raison de leur population.de la manière suivante :
| Nombre de conseillers | Communes                                                       |
| --------------------- | -------------------------------------------------------------- |
| 13                    | Mantes-la-Jolie                                                |
| 11                    | Poissy                                                         |
| 10                    | Conflans-Sainte-Honorine                                       |
| 9                     | Les Mureaux                                                    |
| 6                     | Achères                                                        |
| 5                     | Mantes-la-Ville                                                |
| 4                     | Carrières-sous-Poissy, Limay, Verneuil-sur-Seine               |
| 3                     | Andrésy, Aubergenville, Chanteloup-les-Vignes, Triel-sur-Seine |
| 2                     | Gargenville, Meulan-en-Yvelines, Vernouillet                   |
| 1 (+1 suppléant)      | les 57 autres communes                                         |

La chambre régionale des comptes d'Île-de-France note en 2021 que « les modalités de la gouvernance n’ont pas favorisé une représentativité équilibrée des communes membres. Ce n’est que par la délibération du 17 juillet 2020 que le conseil communautaire s‘est prononcé en faveur d’un pacte de gouvernance. Sans doute susceptible de favoriser un meilleur équilibre entre les villes centre et les communes périphériques et rurales, ce pacte a été adopté le 21 mars 2021 par délibération du conseil communautaire ».
Au terme des élections municipales de 2020 dans les Yvelines, le conseil communautaire a élu le 10 juillet 2020 son nouveau président, Raphaël Cognet, maire de Mantes-la-Jolie. Après sa démission,, le conseil communautaire a élu le 20 janvier 2022 comme présidente pour la mandature 2022-2026 Cécile Zammit-Popescu, maire de Meulan-en-Yvelines, qui est assistée de 15 vice-présidents, qui sont, :
1. Suzanne Jaunet, élue d'Achères
2. Karl Olive, maire de Poissy (Démissionnaire à la suite de son élection comme député en juin 2022)
3. Franck Fontaine, maire de Mézières-sur-Seine
4. Jean-Luc Gris, maire de Gaillon-sur-Montcient (Décédé en mai 2022[30])
5. Laurent Brosse, maire de Conflans-Sainte-Honorine
6. Fabienne Devèze, maire de Morainvilliers
7. François Garay, maire des Mureaux
8. Annette Peulvast-Bergeal, élue de Mantes-la-Ville
9. Gilles Lécole, maire d’Aubergenville
10. Pierre-Yves Dumoulin, maire de Rosny-sur-Seine
11. Pascal Poyer, maire de Perdreauville
12. Stephan Champagne, maire de Saint-Martin-la-Garenne
13. Yann Perron, maire de Gargenville
14. Eddie Aït, maire de Carrières-sous-Poissy
15. Pierre Bédier, élu de Mantes-la-Jolie, président du conseil départemental des Yvelines.

À la suite de la disparition de Jean-Luc Gris, des récentes élections municipales partielles de Mantes-la-Jolie, qui ont vu la réélection de Raphaël Cognet, ainsi que de la démission de Karl Olive après son élection comme député des élections législatives de 2022 dans les Yvelines, le conseil communautaire du 7 juillet 2022 a partiellement modifié la composition du bureau, qui est désormais constitué des vice-présidents suivants :
1. Suzanne Jaunet, élue d'Achères ;
2. Sandrine Dos Santos, maire de Poissy ;
3. Franck Fontaine, maire de Mézières-sur-Seine ;
4. Sabine Olivier, maire de Bouafle
5. Laurent Brosse, maire de Conflans-Sainte-Honorine
6. Fabienne Devèze, maire de Morainvilliers
7. François Garay, maire des Mureaux
8. Annette Peulvast-Bergeal, élue de Mantes-la-Ville
9. Gilles Lécole, maire d’Aubergenville
10. Pierre-Yves Dumoulin, maire de Rosny-sur-Seine
11. Pascal Poyer, maire de Perdreauville
12. Stephan Champagne, maire de Saint-Martin-la-Garenne
13. Yann Perron, maire de Gargenville
14. Eddie Aït, maire de Carrières-sous-Poissy
15. Raphaël Cognet, maire de Mantes-la-Jolie

Le bureau communautaire 2022-2026 comprend également huit conseillers communautaires délégués,.

### Liste des présidents
| Période         | Période                       | Identité              | Étiquette | Qualité |
| --------------- | ----------------------------- | --------------------- | --------- | --- |
| janvier 2016    | 10 juillet 2020               | Philippe Tautou       | LR        | Ancien cadre dans l'immobilier Maire de Verneuil-sur-Seine (2001 → 2020) Conseiller général de Triel-sur-Seine (2008 → 2015) Président de l'ex-CA2RS (2012 → 2015) Président du pôle métropolitain Grand Paris Seine Aval (2015 → 2015) |
| 10 juillet 2020 | janvier 2022,                 | Raphaël Cognet        | LR        | Ancien attaché parlementaire de Pierre Bédier Maire de Mantes-la-Jolie (2017 → 2022) Démissionnaire |
| janvier 2022,   | En cours (au 20 janvier 2022) | Cécile Zammit-Popescu | DVD       | Docteure en archéologie;, enseignante d'université, collaboratrice d'élus Maire de Meulan-en-Yvelines (2014 →) Conseillère départementale des Mureaux (2015 →)                                                                          |

Les présidents successifs de GPS&O
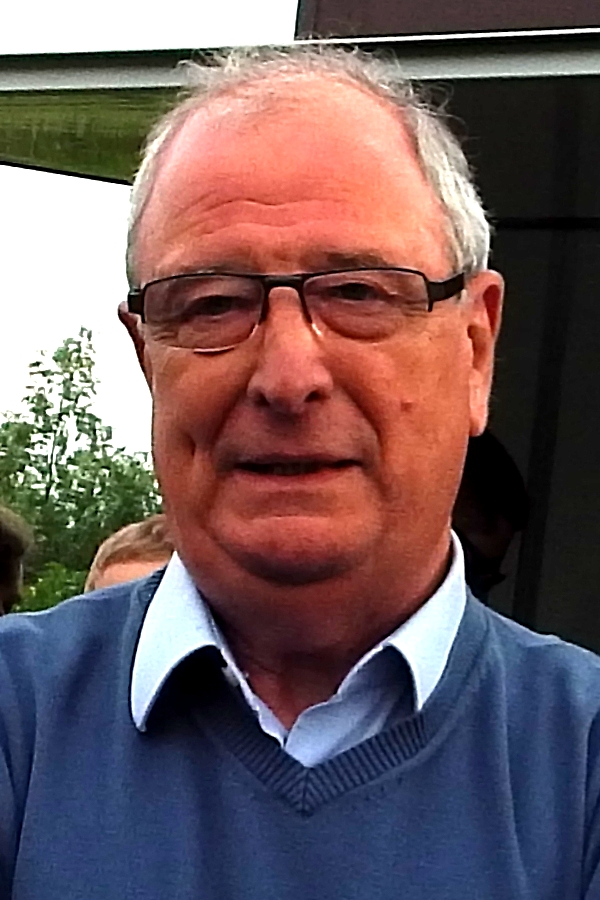
Philippe Tautou (2016 → 2020)
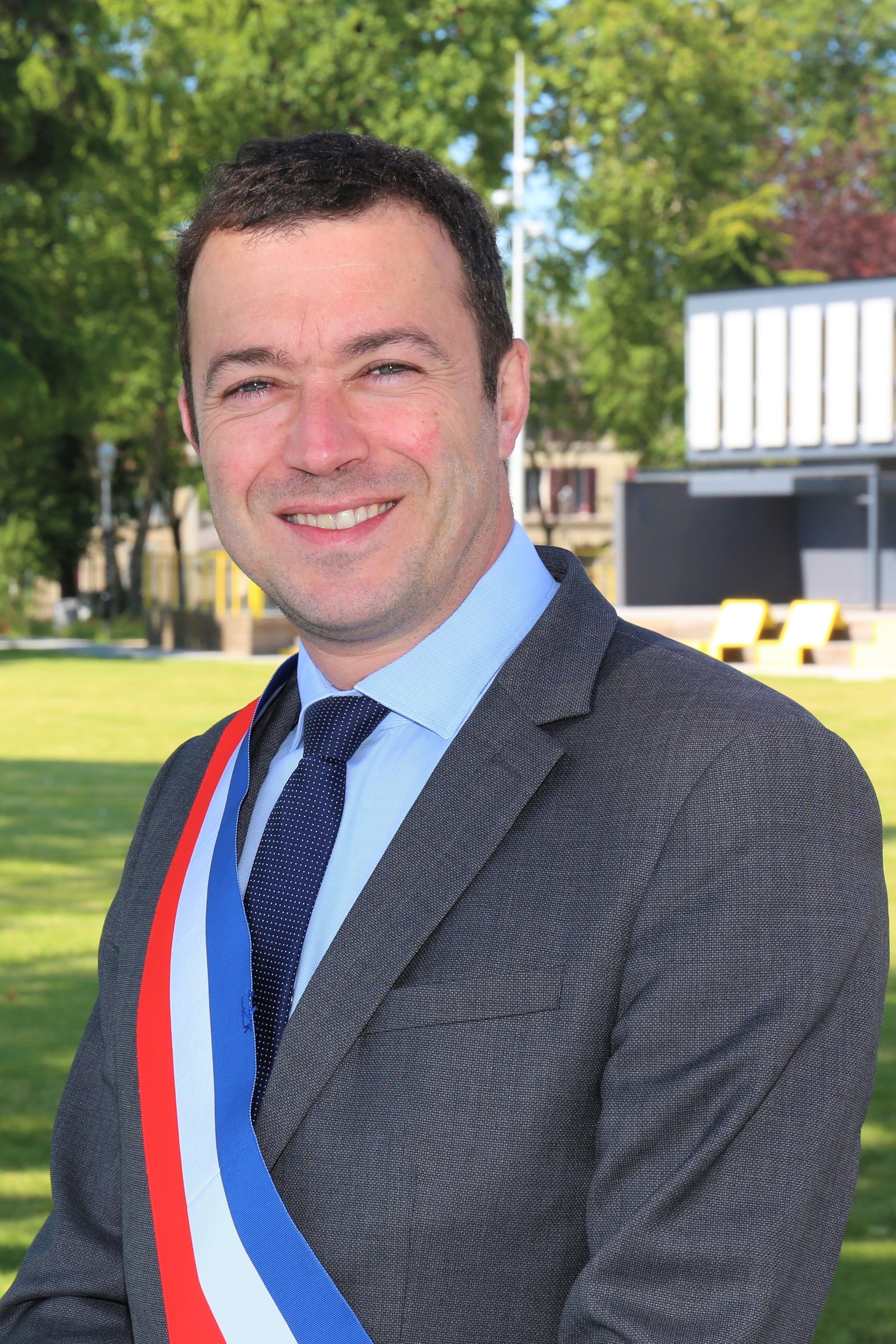
Raphaël Cognet (2020 → 2022)

### Compétences
La communauté urbaine exerce les compétences qui lui ont été transférées par les communes membres, dans les conditions définies à l'article L. 5215-20 du code général des collectivités territoriales.
De manière synthétique, il s'agit de :
- Développement et aménagement économique
- Environnement et transition énergétique
- Mobilités
- Aménagement et urbanisme
- Politique de la ville et renouvellement urbain
- Habitat
- Tourisme
- Culture et sport
- Cycle de l’eau
- Maîtrise des déchets
- Espace public et voirie

GPS&O a restitué aux communes membres certaines compétences qui étaient exercées pour leur compte par les anciennes intercommunalités qui ont constitué la communauté urbaine. Il s'agit par exemple des compétences enfance et petite enfance, restituée aux communes qui étaient membres de l'ex-communauté d'agglomératiion Seine-et-Vexin.

### Régime fiscal et budget
Afin de financer l'exercice de ses compétences, l'intercommunalité, comme toutes les communautés urbaines, est financée par la fiscalité professionnelle unique (FPU), qui a succédé a la Taxe professionnelle unique (TPU), et qui assure une péréquation fiscale entre les communes regroupant de nombreuses entreprises et les communes résidentielles.
Elle ne reverse pas de dotation de solidarité communautaire (DSC) à ses communes membres.
Afin de pouvoir financer ses projets et compte-tenu des errements financiers relevés par la chambre régionale des comptes d'Île-de-France, la communauté urbaine est contrainte d'instaurer en 2022 une taxe foncière sur les propriétés bâties de son territoire à son bénéfice, qui se rajoute à celle des communes. Elle représente une augmentation de 6 points pour les foyers de la CU.

## Projets et réalisations
Conformément aux dispositions légales, une communauté de communes a pour objet d'associer des communes « qui s'associent au sein d'un espace de solidarité, pour élaborer et conduire ensemble un projet commun de développement urbain et d'aménagement de leur territoire. Lorsque la communauté urbaine comprend un ou plusieurs quartiers prioritaires de la politique de la ville, ce projet commun intègre un volet relatif à la cohésion sociale et urbaine permettant de définir les orientations de la communauté urbaine en matière de politique de la ville et de renforcement des solidarités entre ses communes membres ».